# Esqueiros
Esqueiros é uma povoação portuguesa do Município de Vila Verde que foi sede da extinta Freguesia de Esqueiros, freguesia que tinha 1,58 km² de área e 493 habitantes (2011), e, por isso, uma densidade populacional de 312 hab/km².
A Freguesia de Esqueiros foi extinta (agregada) em 2013, no âmbito de uma reforma administrativa nacional, para, em conjunto com as Freguesias de Nevogilde e de Travassós formar uma nova freguesia denominada União das Freguesias de Esqueiros, Nevogilde e Travassós.

## População
| População da freguesia de Esqueiros | População da freguesia de Esqueiros | População da freguesia de Esqueiros | População da freguesia de Esqueiros | População da freguesia de Esqueiros | População da freguesia de Esqueiros | População da freguesia de Esqueiros | População da freguesia de Esqueiros | População da freguesia de Esqueiros | População da freguesia de Esqueiros | População da freguesia de Esqueiros | População da freguesia de Esqueiros | População da freguesia de Esqueiros | População da freguesia de Esqueiros | População da freguesia de Esqueiros |
| ----------------------------------- | ----------------------------------- | ----------------------------------- | ----------------------------------- | ----------------------------------- | ----------------------------------- | ----------------------------------- | ----------------------------------- | ----------------------------------- | ----------------------------------- | ----------------------------------- | ----------------------------------- | ----------------------------------- | ----------------------------------- | ----------------------------------- |
| 1864                                | 1878                                | 1890                                | 1900                                | 1911                                | 1920                                | 1930                                | 1940                                | 1950                                | 1960                                | 1970                                | 1981                                | 1991                                | 2001                                | 2011                                |
| 246                                 | 279                                 | 278                                 | 274                                 | 306                                 | 355                                 | 336                                 | 355                                 | 407                                 | 402                                 | 370                                 | 402                                 | 497                                 | 528                                 | 493                                 |

## História
Esqueiros integrou o extinto concelho de Vila Chã, posteriormente designado Vila Chã e Larim. Em 24 de outubro de 1855 este concelho foi extinto e a paróquia passou para o concelho (atual município) de Vila Verde.

## Património
- Igreja Paroquial de Esqueiros.

## Lugares
Além da sede, a Freguesia de Esqueiros englobava os seguintes lugares:
- Broca;
- Igreja;
- Fonte Arcada;
- Mondim;
- Paredes;
- Pena;
- Pinheiro;
- Quinta Nova;
- Residência;
- Revenda.